# バハウ駅
バハウ駅（バハウえき、マレー語:Bahau Railway Station）は、マレーシアのヌグリ・スンビラン州バハウにある、マレー鉄道イースト・コースト線の駅である。

## 概要
国道13号線沿いに駅がある。
KTMインターシティのうち、急行列車の一部と普通列車の全列車が停車する。

## 歴史
1910年4月1日に、マレー鉄道イースト・コースト線の南側からの最初の工事区間であるグマス - 当駅間が完成し、これに伴い当駅は終着駅として開業した。6ヶ月後の1910年10月1日に、トゥリアンまで延長された事により中間駅となった。
- 1910年4月1日 - 駅開業。（グマス～バハル間開業による。）
- 1910年10月1日 - バハル～トゥリアン間開業。

## 駅構造
単式ホーム1面1線をもつ地上駅である。駅舎は南西側にありホームに面している。行違線があり、列車交換をすることができる。他に側線が1本ある。